# Ōgimi (Okinawa)
Ōgimi (大宜味村 Ōgimi-son Okinawense: Ujimi?) es un pueblo localizado en el distrito de Kunigami, Okinawa, Japón.

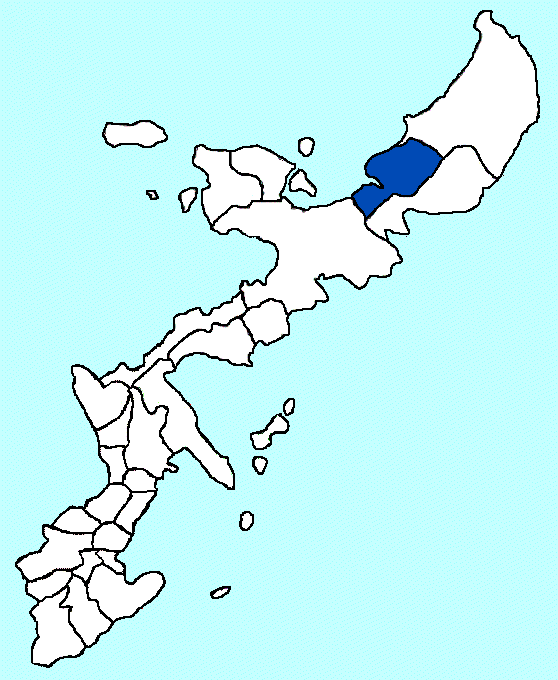
Ubicación de Ogimi en Okinawa.

A partir de 2003, el pueblo tiene una población estimada de 3.308 y una densidad de población de 52,41 habitantes por km². La superficie total es de 63.12 km².
Ōgimi está ubicada en la costa oeste de la parte norte de la isla principal de Okinawa, limitando al norte con el pueblo de Kunigami, al este con el pueblo de Higashi y al sur con la ciudad de Nago. Se encuentra aproximadamente a 87 km al norte de Naha, la capital de la prefectura, y a unos 22 km del centro de Nago, la ciudad principal de la parte norte de la prefectura.
Varios estudios demográficos han concluido que este pueblo es el más longevo del mundo, con un gran porcentaje de centenarios.

## Historia
En el siglo XVII se estableció un magiri (distrito administrativo) en Ōgimi, que anteriormente formaba parte de los magiri de Haneji y Kunigami. En 1673, se creó el magiri de Taguchi con dos pueblos de Haneji y once pueblos de Kunigami, sumando un total de trece pueblos. En 1682, el magiri de Taguchi fue renombrado como magiri de Ōgimi.
En 1695, dos pueblos más, Kawada y Hirara, fueron transferidos de Kunigami al magiri de Ōgimi. Al mismo tiempo, se establecieron cuatro nuevos pueblos: Oyadomari, Mirisato, Ichinamidai y Ōgimi, y los pueblos de Yako y Maeda se fusionaron, sumando un total de dieciocho pueblos en el magiri de Ōgimi.
En 1908, con la implementación del sistema municipal de islas y pueblos (Shōtōson Seido), los magiri tradicionales se convirtieron en pueblos (son), y los pueblos (mura) se convirtieron en distritos. Así, el magiri de Ōgimi se convirtió en el pueblo de Ōgimi.

## Cultura
El pueblo es un centro de producción de cerámica de Ryukyu.
El Festival del Mar Shioya Ungami se celebra en la bahía de Shioya y otras áreas de Ōgimi en julio. La celebración del festival se remonta a 400 a 500 años, al período del Reino de Ryukyu, y comienza con oraciones en un asagi, o casa de adoración, por kaminchu, o sacerdotisas de la religión okinawense. Las ceremonias religiosas son seguidas por carreras de barco dragón. El Festival Unjami fue designado como Propiedad Cultural Folclórica Intangible Importante de Japón en 1997.

### Dieta
La villa Ogimi es conocida por poseer la cantidad de personas más longevas del mundo, gran parte se le atribuye a su estilo de vida y en especial a la dieta alimenticia. La cocina en Ogimi, está basada en vegetales y frutas que cultivan los propios pobladores, tubérculos como la papá dulce, algas y pescado. También en cantidades considerables comen carnes rojas, pero específicamente la carne de cerdo.

#### Ingredientes
- Kugani (Citrus depressa), especie de mandarina.
- Gohan (Oryza sativa), un tipo de arroz
- Goya (Momordica charantia)
- Tofu, queso a base de soja.
- Wakame (Undaria pinnatifida), alga.
- Kombu (Saccharina japonica), alga.
- Edamame (Glycine max)
- Beneimo (Ipomoea batatas), papa dulce.
- Fuchiba (Artemisia prínceps)
- Hijiki (Sargasssum fusiformis)
- Samaniku, así se le conoce al cerdo.
- Aasa (Monostroma nitidum)
- Moi (Hypnea charoides)

## Educación
El pueblo opera sus escuelas públicas primarias y secundarias.
El Cuadro de Educación de la Prefectura de Okinawa  opera la Escuela Secundaria de Hentona.

## Lugares de interés
- Restos del Castillo de Nejemi, en este lugar se encuentran el santuario Kami Asagi y el utaki (sitio sagrado). Es un yacimiento estratificado del cual se han excavado cerámica, huesos de animales, conchas, cerámica Kamui, porcelana celadón, cerámica Nanban, e incluso clavos y cuentas de madera. También quedan restos de las murallas del castillo y del mirador. Según la historia del pueblo, se dice que fue la residencia del señor de Ōgimi, descendiente de Nakayama Eiso, un rey de Chūzan del período medio, y del hijo de Nakayama Nakagusuku, Oushun, señor de Nakijin del norte de Chūzan. Sin embargo, hay otra teoría que sugiere que fue la residencia del señor de Kunigami (aunque los señores de Nago, Haneji y Kunigami del período medio de Chūzan eran todos parientes cercanos de Oushun).
- Museo de Bashōfu, este es un centro dedicado a la formación de sucesores del "Bashōfu de Kijoka", designado como Importante Patrimonio Cultural Inmaterial de Japón. Basho-fu es un tipo de confección textil,[4] elaborado con la planta ito-basho.[5] El museo también sirve como un taller comunitario para aquellos que continúan con esta tradición. Aquí, los visitantes pueden observar de cerca las técnicas de esta valiosa artesanía tradicional. Además, hay una exposición y venta de Bashōfu, así como un video que muestra el proceso de fabricación.
- Antiguo Ayuntamiento de Ōgimi, es el único edificio de concreto de la era Taishō que existe en la prefectura. Es considerado un edificio valioso para comprender la introducción de la tecnología de construcción de hormigón armado y la historia de los métodos estructurales. Investigadores y estudiantes de dentro y fuera de la prefectura que estudian arquitectura e historia moderna valoran altamente este edificio como material de investigación.